# دژ جعلان بنی بوحسن
قلعه جعلان بنی بوحسن (به عربی: حصن جعلان بنی بو حسن)، یکی از قدیمی‌ترین قلعه‌های کشور پادشاهی عمان ویکی از (نقاط دیدنی سلطنت عمان) است.
این قلعه در شهرستان جعلان بنی بو حسن (ولایة جعلان بنی بو حسن) در منطقه شرقی عمان واقع شده‌است.
«قلعه جعلان بنی بو حسن» یکی از قلعه‌های دفاعی منطقه‌است. این قلعه برای حفظ امنیت شهر و نقاتی بر سر راه تجارتی بین شهرهای داخلی ساخته بوده‌اند، در دوران اولیه ساخت آن دور تا دور قلعه دیورای (سور) احاطه نموده بود، اما در حال حاضر و پس از مرمت قلعه دیگه از این دیوار اثری وجود ندارد. در دوران گذشته در کنار دیوار این قلعه تجارت و داد و ستد در حرفه‌هایی مختلف رواج داشته بود است.
این شهر به تجارت اسب‌های اصیل عربی مشهور بوده‌است، وبازار بزرگی برای فروش اسب ومتعلقات آن سالیانه در این شهر و در کنار قلعه مذکور برگزار می‌شده‌است. برگزاری این بازار همراه با جشن واحتفال وجشنواره اسب دوانی وفلکلور ورقص‌های سنتی برگزار می‌شده‌است، این احتفالات چندین روز بطول می‌انجامیده‌است.